# Hundertwasserhaus

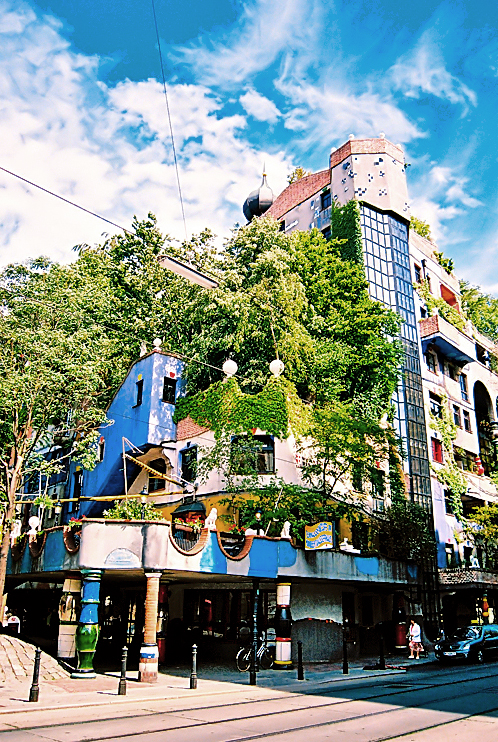

Hundertwasserhaus är ett kommunalt bostadshus i hörnet av Kegelgasse 34-38 och Löwengasse 41-43 i stadsdelen Landstraße i centrala Wien. Det är formgivet av den visionäre idégivaren Friedensreich Hundertwasser och projekterat av arkitekten Peter Pelikan i samarbete med Josef Krawina, professor i arkitektur vid Wiens universitet. 400 meter bort, på Untere Weißgerberstraße 13, ligger Kunsthaus Wien, Hundertwassers eget museum, som slog upp portarna 1991, likaså efter samarbete mellan Hundertwasser och Peter Pelikan.

## Historik
Arbetet med huset påbörjades 25 år efter Hundertwassers första uppläsning av ”Mögelbildningsmanifestet mot rationalismen inom arkitekturen” vid en konstfestival 1958. Där formulerade Hundertwasser sin konstruktiva kritik av den förhärskande funktionalismen inom arkitekturen och dess avsaknad av konstnärlighet. Och här prövades några av hans idéer för första gången, idéer som skulle omsättas i många fler byggnadsprojekt under de följande 15 åren av Hundertwassers liv. Det tog drygt två år att färdigställa huset, från den 6 augusti 1983 till den 15 oktober 1985. Inflyttning ägde rum 1 mars 1986. Vid 20-årsfirandet i september 2005 var huset den fjärde största sevärdheten i Wien och Österrike.[källa behövs]

## Beskrivning av huset
| ”                              | En målare drömmer om hus och en vacker arkitektur, i vilken människan är fri och denna dröm blir verklighet. | „ |
| – Friedensreich Hundertwasser. | |   |

Huset består av 50 lägenheter i olika storlek, från 36 m² till 150. Fem affärslokaler finns och en läkarmottagning, två lekplatser och en vinterträdgård. 

### Fönsterrätten
Fönsterrätten framhålls gärna i samband med Hundertwasserhaus. Det var en frihet eller rättighet som Hundertwasser förde fram i sitt visionära manifest ett kvarts sekel tidigare med udden mest riktad mot den nya förorts-funktionalismens liksidiga betongkolosser. 1958 hette det: ”En lägenhetsinnehavare måste ha rätt att luta sig ut genom fönstret och så långt armen räcker göra om utsidan av sin bostad. Och han eller hon måste få tillåtelse att ta en lång borste och så långt armen räcker måla allting rosa, så att man på långt håll, från gatan, kan se: där bor en människa..!” Hundertwasserhaus är ett mycket färggrant hus redan från början och ingen hyresgäst har ännu praktiserat sin principiella fönsterrätt.

### Färg och form
Huset är målat i olika starka färger. Just färg men också olikhet och oregelbundenhet, är ytterst viktiga arkitekturprinciper för Hundertwasser. I portgångar och liknande yttre utrymmen är golvet medvetet ojämnt och mjukt vågformat, något som också är mycket kännetecknande för Hundertwassers formgivning.

### Grönt tak och omsorg
Huset är yppigt grönskande både längs fasaderna med träd som växer ut genom fönster och på de gräsbevuxna taken. Gröna tak är egentligen en mycket gammal byggnadsteknik, men varken på landsbygden förr eller i modern stadsmiljö hade det tidigare genomförts så här. På tak och terrasser till Hundertwasserhaus lades 900 ton jord ut 1985, runt 250 träd och buskar planterades. 
Sedan dess har träden vuxit till sig och blivit resliga, mycket tack vare hyresgästernas egen försorg. Denna omsorg är också en viktig komponent i Hundertwassers tankevärld. Det har blivit en riktig park på hustakets terrasser, något som var helt nytt och ytterst sensationellt vid tiden för husets öppnande. På taket finns 16 enskilda takterrasser och tre allmänna med en sammanlagd yta på 1000 m².

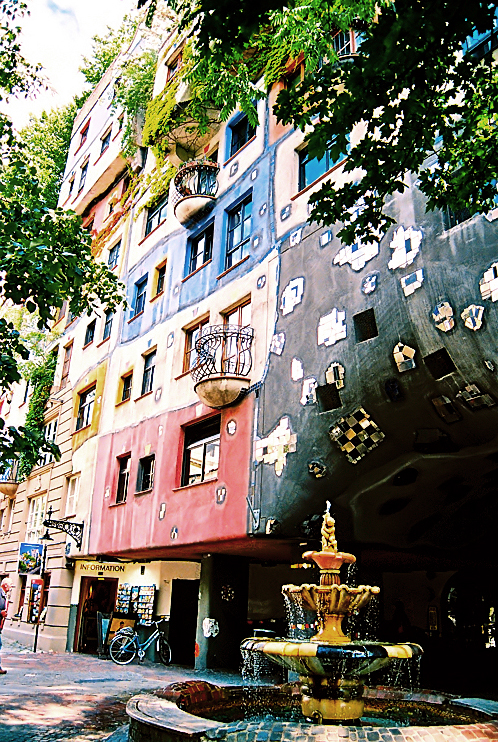